# خوسيه لويس سانتاماريا
خوسيه لويس سانتاماريا (بالإسبانية: José Luis Santamaría)‏ هو لاعب كرة قدم إسباني في مركز الدفاع، ولد في 14 يناير 1973 في مدريد في إسبانيا. لعب مع ريال بلد الوليد وريال مدريد كاستيا.